# Gwylog ap Beli
 Gwylog ap Beli était un roi de Powys vers l'an 700.
Gwylog fils de Beli ap Eiludd est un des souverains du royaume de Powys à la fin du VIIe siècle et au début du siècle suivant.
Il semble y avoir une possibilité que sa mère soit Heledd ferch Cyndrwyn, l'auteur du  Canu Heledd, indiquant qu'elle avait été bien accueillie par le père de Gwylo, Beli après la défaite de Maes Cogwy.